# Lian Ziwen
Lian Ziwen (chiń. 廉子文; ur. 26 września 1998 w Harbinie) – chiński łyżwiarz szybki, złoty medalista mistrzostw świata.

## Kariera
Na mistrzostwach świata na dystansach w Hamar w 2025 Chińczycy w składzie: Xue Zhiwen, Lian Ziwen i Ning Zhongyan zdobyli złoty medal w sprincie drużynowym. Na tej samej imprezie zajął 17. miejsce w biegu na 500 m.
Wystartował na igrzyskach olimpijskich w Pekinie w 2022, gdzie zajął 8. miejsce w biegu drużynowym, 19. miejsce w biegu na 1000 m i 27. miejsce w biegu na 1500 m.
Ponadto zdobył złoto w sprincie drużynowym i brąz w biegu na 1000 m podczas igrzysk azjatyckich w Harbinie w 2025.